# 全胜站
全胜站位于中华人民共和国黑龙江省绥化市庆安县久胜镇全胜村，建于1937年。现为四等站。客运办理旅客乘降，行李、包裹托运；货运办理整车、零担货物发到。